# NGC 4401
NGC 4401 ist eine H-II-Region mit einer riesigen Sternassoziation in der Galaxie NGC 4395. Sie wurde am 2. Januar 1786 vom deutsch-britischen Astronomen Wilhelm Herschel entdeckt und ist die hellste H-II-Region in der Galaxie NGC 4395.